# María Hesse
María Hesse (* 1982 in Huelva) ist eine spanische Illustratorin und Schriftstellerin. Sie studierte Sonderpädagogik und Kunst. Der Taschen-Verlag nahm Hesse in seine Liste der 100 besten Illustratoren der Welt auf.

## Biographie und berufliche Laufbahn
Hesses größter Erfolg war Frida Kahlo. Eine Biographie (Suhrkamp, 2018), dafür wurde sie mit  dem Premio de la Fundación Nacional del Libro Infantil y Juvenil de Brasil ausgezeichnet. Sowohl in diesem Buch als auch in allen ihren anderen Werken sind Hesses Zeichnungen durch einen naiven Stil zu erkennen, die trotzdem starke Botschaften überbringen, besonders aus einer feministischen und inklusiven Perspektive.
Hesse hat auch andere illustrierte Biographien von Marilyn Monroe und David Bowie veröffentlicht.
Sie arbeitete auch mit Zeitschriften wie Jot Down, Maasåi Magazine, Fashion & Art, Público, Kireii oder Glamour und mit Marken wie Louis Vuitton, Brugal, Compañía Fantástica und Martini zusammen.

## Bibliographie

### Werke von María Hesse
- Frida Kahlo. Eine Biographie (Suhrkamp, 2021)
- Marilyn. Eine Biographie (Suhrkamp, 2022)
- Bowie. Ein illustriertes Leben (Heyne, 2020)
- El placer (Lumen, 2019)
- Malas Mujeres (Lumen, 2022)

### Illustriert von María Hesse
- Orgullo y prejuicio (Alfaguara infantiles y juvenil, 2017)
- Rita bonita, gato gordo y el fin del mundo (ha ilustrado) (Mosquito, 2017)
- El futuro es femenino (Nube de tinta, 2018)
- La pequeña princesa (2019, Montena)
- Mujercitas (Alfaguara infantiles y juvenil, 2019)
- Sentido y sensibilidad (ha ilustrado) (Alfaguara infantiles y juvenil, 2020)
- Pecadoras capitales (Random Comics, 2020)
- Voces que cuentan (Una Antología) (Planeta Comic, 2021)

## Auszeichnungen
- Premio de la Fundación Nacional del Libro Infantil y Juvenil de Brasil
- 2021 – Cosmopolitan Influencer Award.